# Giełkot
Giełkot, tudzież mowa bezładna (inne określenia fachowe: trzepotanie mowy, paplanie, bataryzm, polten, bredouillement, cluttering, tumultus (łac.), sermonis, paraphrasia [parafrazja], praeceps) – zaburzenie płynności mowy objawiające się zmiennym tempem i zbyt długimi przerwami w trakcie mówienia, często również innymi zaburzeniami mowy, błędami fonetycznymi oraz deficytami uwagi. Giełkot jest często mylony z jąkaniem.

## Giełkot a jąkanie
Jąkanie i giełkot to osobne zjawiska. Giełkot to nadmierne zakłócenia w normalnym potoku mowy, mogące wynikać z zaburzeń w planowaniu wypowiedzi, zbyt szybkiego tempa mowy, mówienia w sposób kaskadowy (skandowany) lub braku pewności, co się chce powiedzieć. Osoba jąkająca się natomiast dokładnie wie, co chce powiedzieć, ale ciężko jej to zrealizować. Rozpoznanie giełkotu utrudnia jego wpółwystępowanie z jąkaniem, a obie przypadłości współistnieją ze sobą bardzo często.